# Geflügelleber

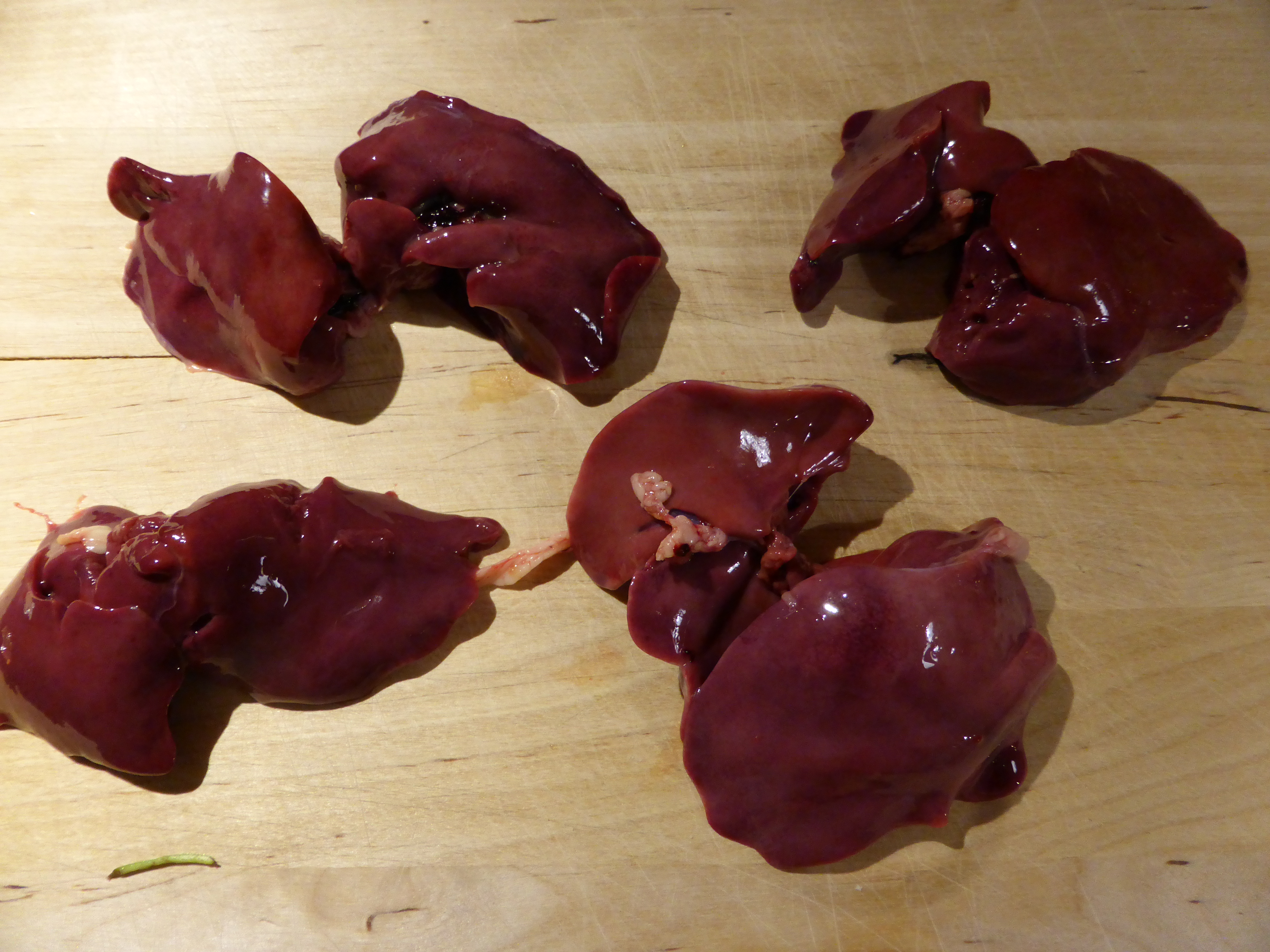
Zum Braten vorbereitete Hühnerlebern

Als Geflügelleber (französisch: „Foies de volaille“) bezeichnet man grundsätzlich die Leber verschiedener Geflügelarten, die in der Küche verwendet werden. Meistens handelt es sich dabei um die Leber von großen Haushühnern oder Masthühnern, seltener um die der Pute, der Hausgans, der Hausente oder von Wildgeflügeln.

## Zubereitung
Zur Vorbereitung der Lebern werden die Gallenblasen vollständig entfernt. Sie werden danach in der Regel als ganze Lebern oder in Stücken mit verschiedenen Zutaten gebraten. Die einfachste Art der Zubereitung ist, sie in Stücken innen rosa zu braten (Sautieren) und auf Toast anzurichten. Die Lebern sind auch unersetzlich für die Herstellung einer Füllung eines gebratenen Hühnchens.

## Garnituren
Für die Zubereitung von Geflügellebern haben sich zahlreiche klassische Garnituren etabliert: 
Bei der Zubereitung nach Bauernart („à la paysanne“) werden feingehackte Schalotten und Champignons mit der Leber gebraten, danach werden die Stücke mit Zitronensaft beträufelt und mit Petersilie garniert. Mit Morcheln gebraten und mit einer Madeirasauce vermischt werden die Lebern bei der Zubereitung nach Försterinnen Art („à la forestière“). Bei der Bordelaiser Art („à la bordelaise“) werden sie mit Schalotten und Kräutern gebraten, der Bratsatz wird danach mit Rotwein abgelöscht und mit einer Demiglace verkocht. Für die Zubereitung orientalischer Art („à l’orientale“) werden die Lebern mit Schalotten angebraten und danach mit Knoblauch, weichen Korinthen, Zucker sowie dem mit Zitronensaft abgelöschten Bratsatz verkocht.
Die Ungarische Gänseleber wird in Scheiben geschnitten und ebenfalls mit Zwiebeln gebraten, wobei als Bratfett Gänsefett genutzt wird. Im Bratfett werden fein gehackte Zwiebeln gebraten und mit Paprika gewürzt, der Fond wird beim Servieren auf die Leberstücke gegeben.
Bei der Zubereitung englische Art („à l’anglaise“) werden die Lebern im Ganzen gebraten und danach auf einer gebratenen Speckscheibe angerichtet sowie mit Petersilie garniert und mit brauner Butter nappiert. Auch bei der Zubereitung italienische Art  werden kleine, ganze Lebern gebraten, nachdem sie meliert wurden. Hier werden sie mit einer italienischen Sauce gebunden und in einem Risottorand angerichtet.
Als Leberspießchen werden ganze Geflügellebern mit Speckscheiben, Champignons und Zwiebeln abwechselnd auf ein Spießchen gereiht, paniert und danach gefettet kurz angebraten. Auch als Pilaw auf Reis können Geflügellebern zubereitet werden, entweder einfach gebraten oder als Pilaw Melville („Pilaf de fois de volaille Melville“) mit Champignons gebraten und gebunden mit einer Sauce aus mit Portwein abgelöschtem und mit süßer Sahne verkochtem Bratensatz sowie mit Tomaten und grünen Erbsen auf Reis angerichtet.
Neben diesen klassischen Zubereitungen können Geflügellebern auch fein gehackt oder püriert für die Zubereitung von Farcen, Füllungen etwa für gefüllte Zwiebeln sowie Pasteten genutzt werden.

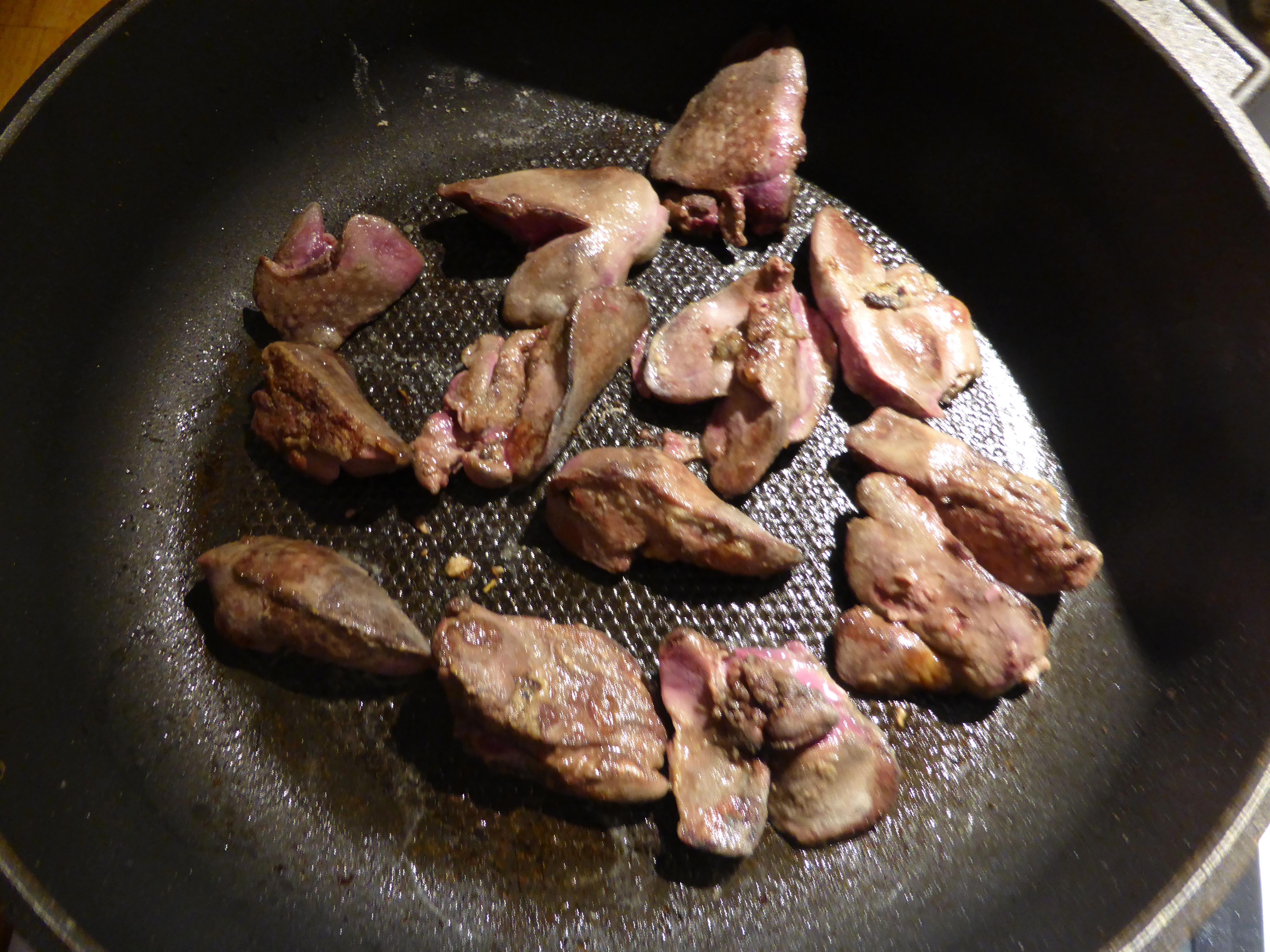
Mehlierte Hähnchenleber beim Braten
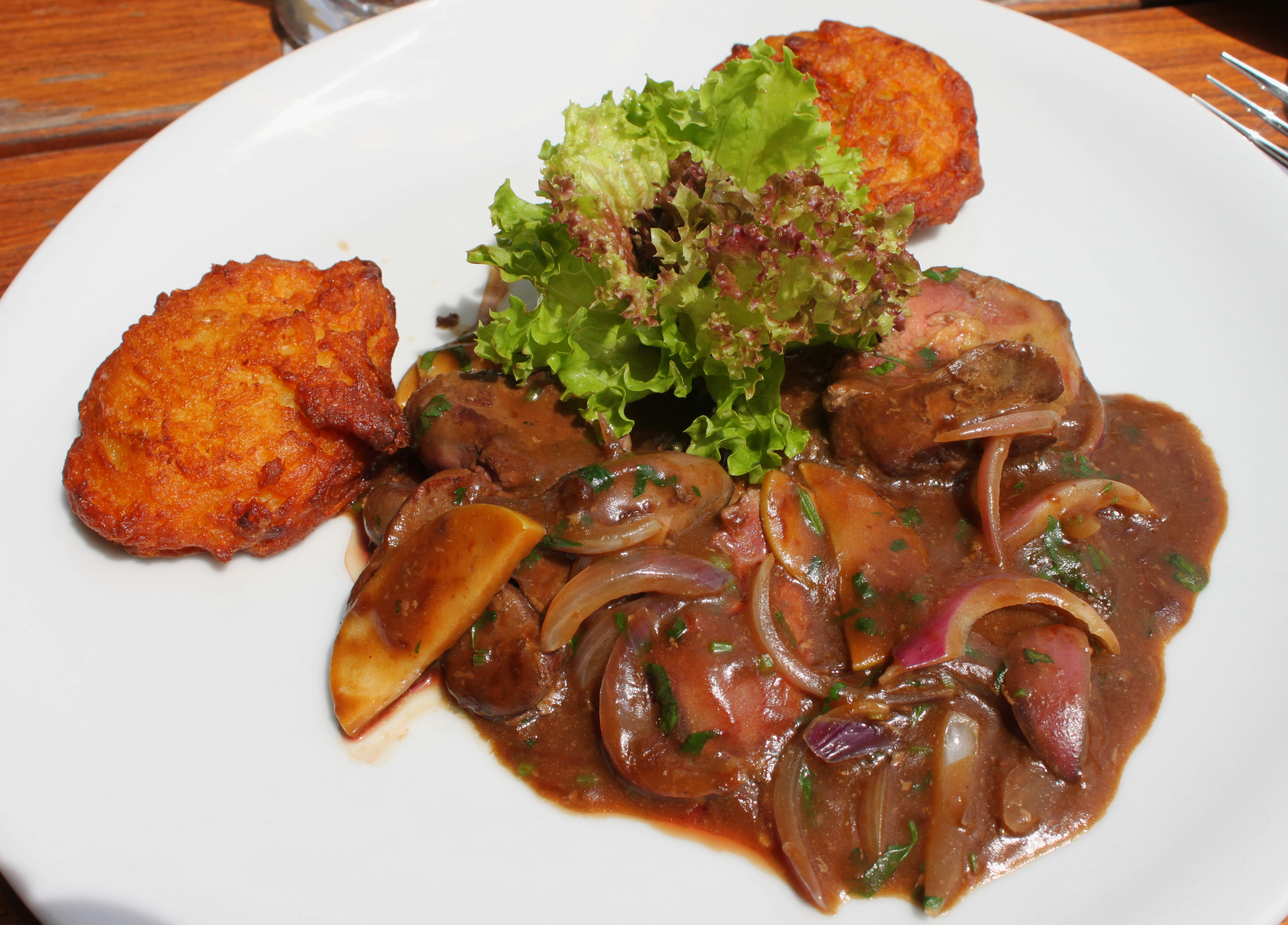
Hähnchenleber in Rotweinsauce mit roten Zwiebeln und Apfelspalten mit Kartoffelröstis
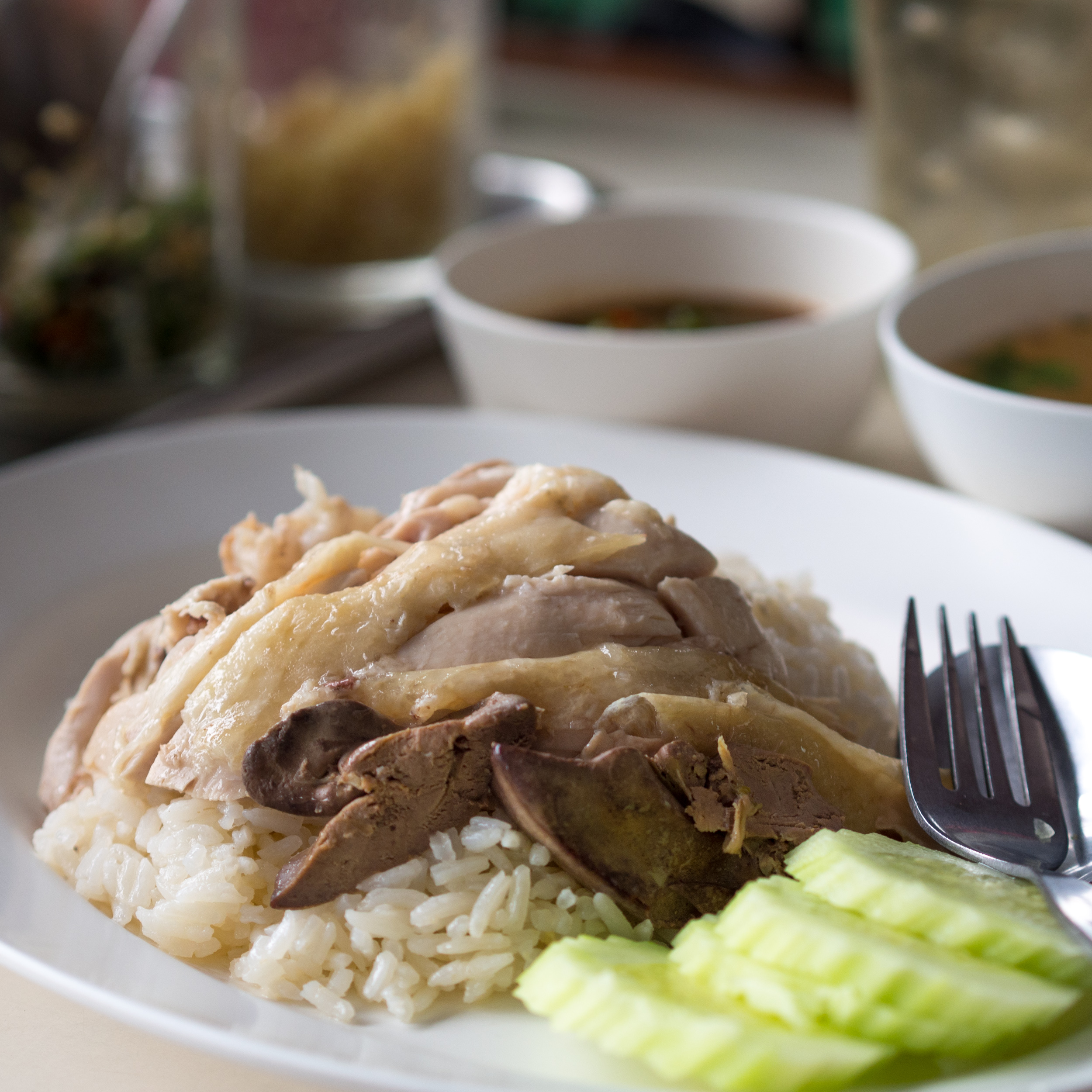
Khao man kai mit Hähnchenleber (Thailand)
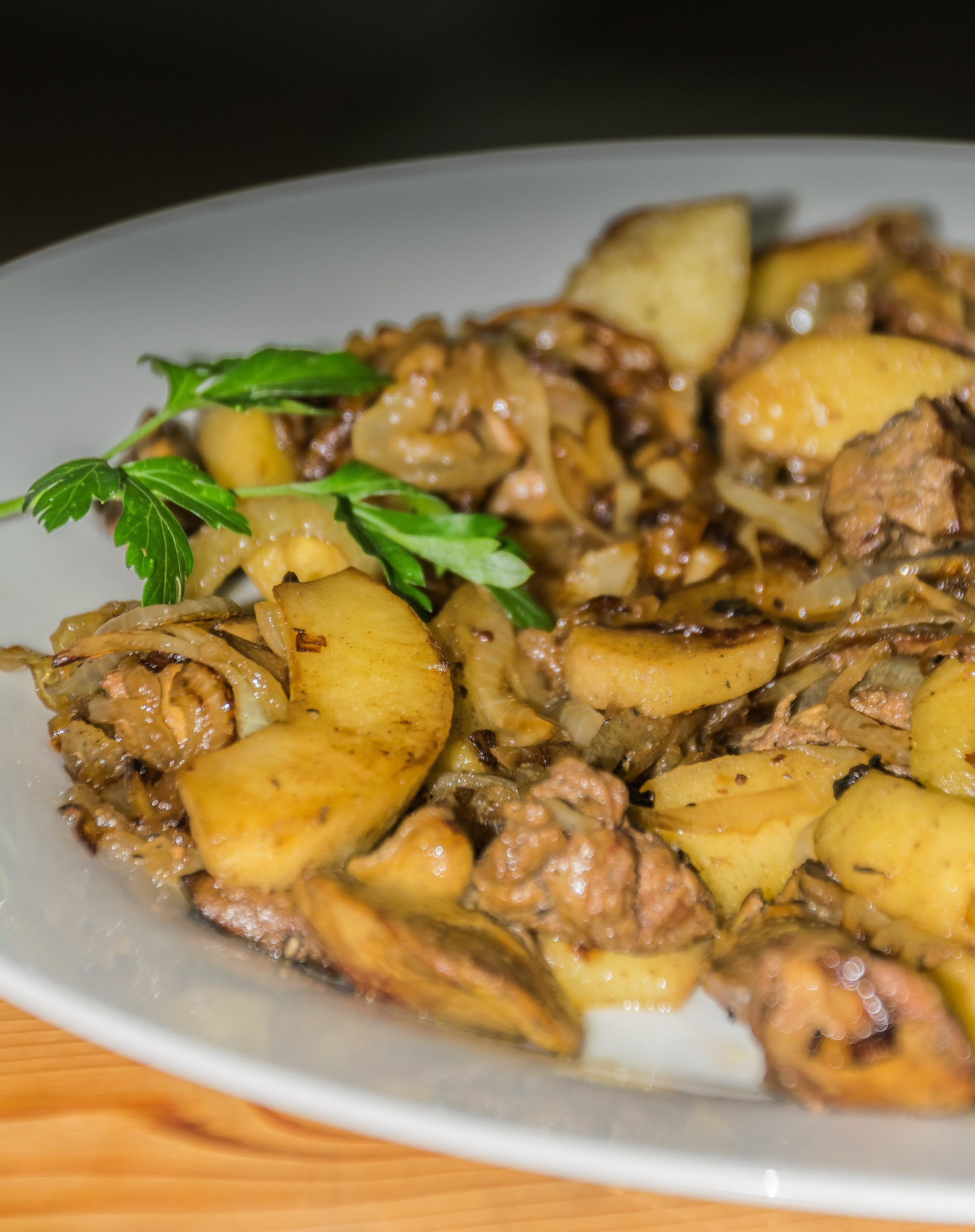
Putenleber mit Zwiebeln und Äpfeln
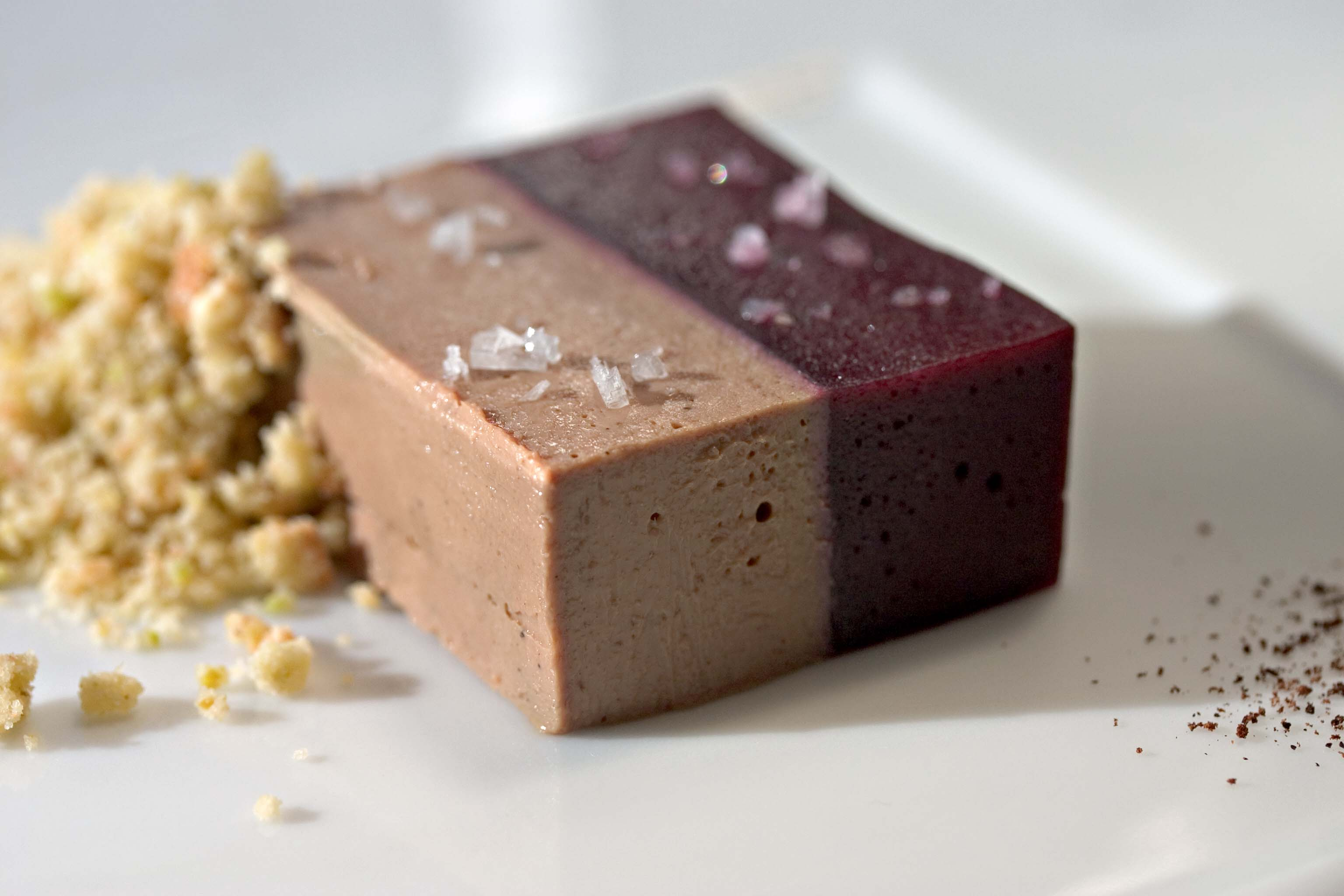
Hähnchenleber- und Rotkohl-Tamarindenpastete

## Stopfleber
Vor allem die Gänse- und die Entenleber werden häufig als Stopfleber oder Foie gras hergestellt und gegessen.

## Belege
1. 1 2 3 4  „Hühnerleber, Geflügelleber.“ In: F. Jürgen Herrmann (Hrsg.): Herings Lexikon der Küche. Fachbuchverlag Pfanneberg, Haan-Gruiten 2012 (Lizenzausgabe Nikol, Hamburg 2016); S. 336–337; ISBN 978-3-86820-344-8.
2. ↑  „Ungarische Gänseleber“ In: Barbara und Hans Otzen: DDR-Kochbuch. Komet Verlag, Köln o. J.; S. 122–123; ISBN 3-89836-350-3.
3. ↑  „Gefüllte Zwiebel“ In: Barbara und Hans Otzen: DDR-Kochbuch. Komet Verlag, Köln o. J.; S. 106–107; ISBN 3-89836-350-3.